# Podgórze (Cracovie)
Pour les articles homonymes, voir Podgórze.

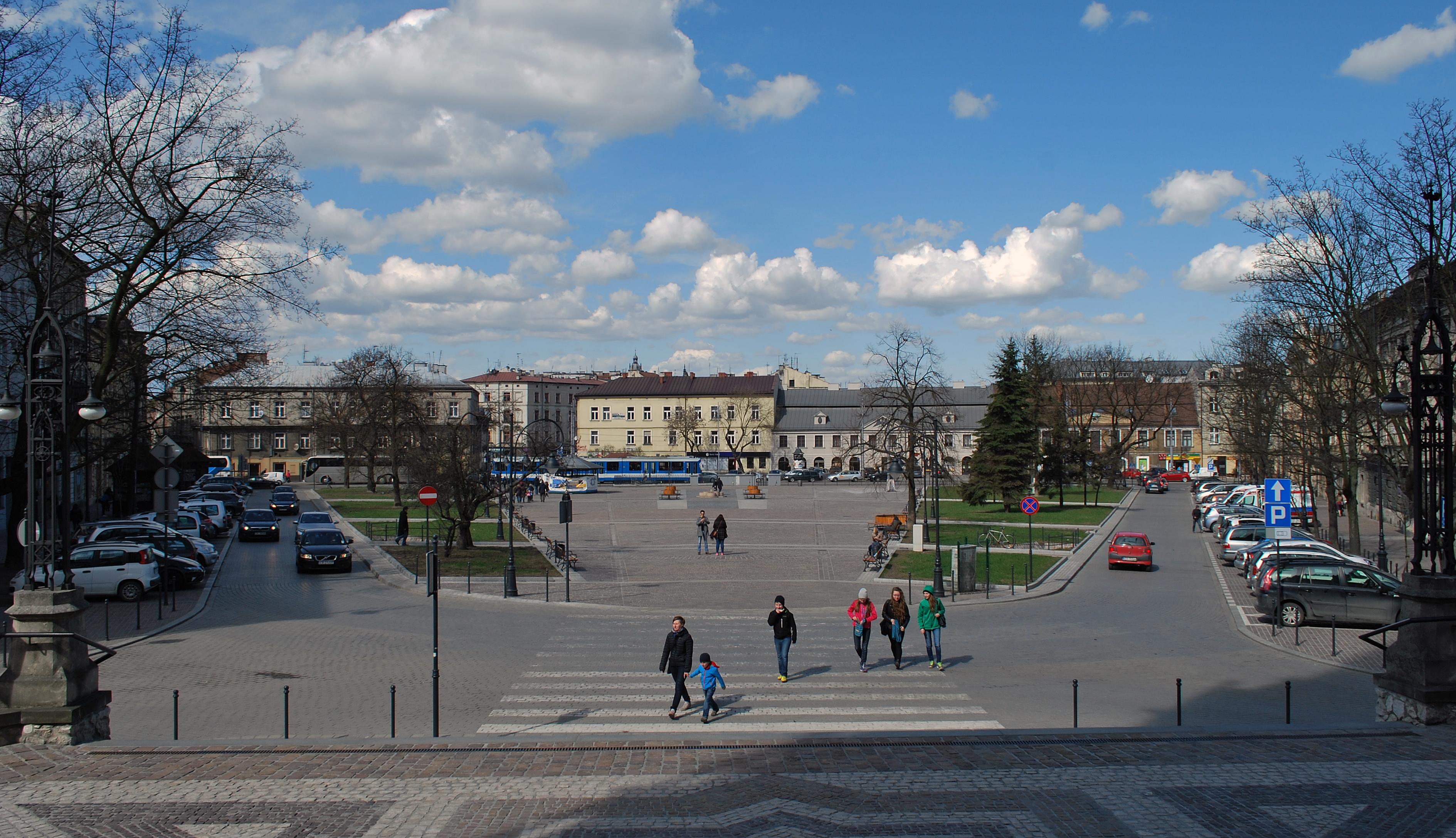
Place Podgórski – centre de Podgórze

Podgórze était un village avant de devenir un faubourg puis un arrondissement de Cracovie.
Podgórze est situé sur l'autre rive de la Vistule qui coule à travers la ville de Cracovie. 
C'est sur le territoire de Podgórze, que s'élève le tumulus de Krakus, qui selon la légende, renfermerait la dépouille du roi Krakus qui fonda la ville de Cracovie.

## Histoire
Lors du premier partage de la Pologne en 1772, le hameau de Podgórze devient une ville de garnison pour les forces autrichiennes postées aux limites territoriales le long de la Vistule et face à la cité de Cracovie. Mais après quatre années de protestations polonaises, les Autrichiens quittèrent la place.
En 1784, l'empereur romain germanique Joseph II du Saint-Empire accorde le statut de ville à la petite cité de Podgórze.
Ce n'est qu'en 1795, que Podgórze et la ville voisine de Wieliczka purent s'associer au développement urbain de la ville de Cracovie.
Depuis le troisième partage de la Pologne en 1795 jusqu'en 1918, la ville (avec la Petite Pologne) fait partie de la monarchie autrichienne (empire d'Autriche), puis Autriche-Hongrie (Cisleithanie après le compromis de 1867), chef-lieu du district de même nom depuis 1896, l'un des 78 (en 1900) Bezirkshauptmannschaften (powiats) en province (Kronland) de Galicie. 
Le premier pont qui enjambe la Vistule pour relier Podgórze à Cracovie est construit en 1802. Cet ouvrage d'art fut appelé Pont Charles (Karls Brücke) en l'honneur de Charles-Louis de Habsbourg.